# Marion Duranona
Marion Duranona (Puerto Padre, 1998) es una actriz y modelo cubana con presencia en cine, televisión y teatro. Entre sus principales trabajos se encuentra Sofía, coprotagónico junto a Max Riemelt en la película "Ernesto’s Island" (Alemania) y su participación en la telenovela Entrega (Cuba). Ha incursionado como modelo y bailarina, representando a Cuba en el Miss Europe Continental in the World 2019.

## Biografía
Nació en 1998 en la ciudad de Puerto Padre, provincia Las Tunas en el oriente de Cuba. Desde pequeña se identificó con el mundo del arte. Cursó estudios en la Escuela Vocacional de Artes "Juan Cristóbal Nápoles Fajardo" (El Cucalambé), en la especialidad de Danza. Posteriormente ingresa en la Escuela Nacional de Arte (ENA), donde se gradúa de Actuación en 2018.
Ha incursionado en el cine con un debut marcado a los 9 años con el personaje de Margarita en la película de cine independiente "Los Cuervos", basada en la obra homónima del escritor Guillermo Vidal. Y más recientemente interpretó a Sofía, personaje coprotagónico de la película alemana Ernesto’s Island (2018), dirigida por el director alemán Ronald Vietz. En este largometraje compartió el plató con el actor protagonista Max Riemelt.
Ha sido parte de otros proyectos coproducidos con Italia, Estados Unidos o Canadá, donde no solo desempeñó roles actorales, entre ellos Guava Island de Rihanna y Donald Glover donde asistió a su director Hiro Murai.
En televisión acumula la experiencia de haber sido parte del elenco de la serie policíaca "Tras la Huella" bajo la dirección de Omar Alí, en los casos "Excluido" y "El Premio Gordo". Entre 2018 y 2019 integra el elenco de la telenovela "Entrega" con el polémico personaje de Jessica, bajo la dirección de Alberto Luberta Martínez y con guion de Amílcar Salatti.
Entrega alcanzó elevada popularidad gracias a un discurso narrativo que supo contemporaneizar la cambiante realidad del país y los contrastes que se dan en la vida diaria de los cubanos.
Marion Duranona se precia de haberse formado bajo la tutela de figuras reconocidas como Carlos Díaz en Teatro El Púbico, Osvaldo Doimeadiós y Fernando Hechavarría. 
La actriz ha participado en diversos videos clips para artistas y agrupaciones como: Alain Pérez, Charanga Latina, Diana Fuentes, Randy Malcom, Manolito Simonet y su Trabuco o Xion y Lenox, de los realizadores Joseph Ros, Charles Cabrera, Yeandro Tamayo, Daniel Durán y Orlando Cruzata.

### Miss Europa Continental in the world
Marion Duranona sorprendió al ser electa candidata por Cuba al concurso internacional de belleza Miss Europa Continental in the World en 2019.
El tradicional concurso de belleza incluía a las Miss Europa que habrían ganado sus competencias nacionales en sus respectivos países que solo aceptaba modelos europeas, pero desde el año 2019 ha incluido la presencia de candidatas de cualquier parte del mundo que son electas por un jurado que forma parte de la producción.
“No es solo cumplir con los cánones de belleza establecidos, sino también contar con un buen dominio del inglés. También me ayudó mi futuro debut internacional en mi primera película como actriz coprotagónica, junto al reconocido actor alemán Max Riemelt, en Ernesto’s Island” -declaró al trascender la noticia.
Su presencia en el Miss Europa Continental in the World fue un paso significativo en su carrera profesional que ha abierto las puertas a una exposición internacional de su trabajo.

## Trayectoria

### Cine
| Año  | Trabajo                                                  | Rol/ Observaciones         |
| 2019 | "La Visita" (Dir. Charles McDougall)                     | Protagonista/ Cortometraje |
| 2019 | "Charity" (Dir. Carlo Liconti. Canadá - Cuba)            |                            |
| 2018 | "Guava Island" (Dir. Hiro Murai. EE. UU. - Cuba)         | Asistente de Dirección     |
| 2018 | "Ernesto’s Island" (Dir. Ronald Vietz. /Alemania - Cuba) | Sofía (Coprotagónico)      |
| 2017 | "Estación Final" (Dir. Danel Barreras/Cuba)              | Protagonista/Cortometraje  |
| 2007 | "Los Cuervos" (Dir. Alejandro Lora/ Cuba)                | Papel: Primera Figura      |

### Dramatizados
| Año  | Trabajo                                            | Notas                          |
| 2019 | Telenovela "Entrega"                               | Dir. Alberto Luberta Martínez  |
| 2018 | Serie Policíaca "Tras la Huella"                   | Caso El Premio/ Dir. Omar Alí. |
| 2017 | Serie Policíaca "Tras la Huella"                   | Caso Excluido/ Dir. Omar Alí.  |
| 2015 | Serie "Rompiendo el Silencio"                      | Dir: Rolando Chiong/           |
| 2010 | Documental "Vida y obra de Maria Liliana Celorrio" | Dirección: Anibis Labarta      |